# Kriging
Il kriging è un metodo di regressione usato nell'ambito dell'analisi spaziale (geostatistica) che permette di interpolare una grandezza nello spazio, minimizzando l'errore quadratico medio.
Deve il suo nome a Danie Krige, ingegnere minerario sudafricano che sviluppò negli anni 1950 alcuni metodi empirici per la previsione della distribuzione di minerale nel sottosuolo a partire da campionamenti del terreno. Diversi altri autori si dedicarono alla materia, tra i quali Wold, Kolmogorov, Norbert Wiener, Georges Matheron e Gandin.
Conoscendo il valore di una grandezza in alcuni punti nello spazio (per esempio la temperatura misurata in ogni città di una regione), possiamo determinare il valore della grandezza in altri punti per i quali non esistono misure, per esempio una località di campagna sprovvista di termometri.
Nel kriging, questa interpolazione spaziale si basa sull'autocorrelazione della grandezza, cioè l'assunto che la grandezza in oggetto vari nello spazio con continuità, in base al quale le cose più vicine sono più simili rispetto alle cose più lontane (Legge di Tobler).
Il valore incognito in un punto viene calcolato con una media pesata dei valori noti.
I pesi che vengono dati alle misure note (cioè alle temperature misurate nelle città) dipendono dalla relazione spaziale tra i valori misurati nell'intorno del punto incognito (cioè il punto in campagna). Per calcolare i pesi si usa il semivariogramma, un grafico che mette in relazione la distanza tra due punti e il valore di semivarianza tra le misure effettuate in questi due punti. Il semivariogramma espone, sia in maniera qualitativa che quantitativa, il grado di dipendenza spaziale, che altro non è che l'autocorrelazione.